# Katarína Tóthová
Katarína Tóthová (* 6. února 1940 Bratislava) je slovenská právnička, vysokoškolská učitelka, politička HZDS, poslankyně Slovenské národní rady a Národní rady SR, v letech 1992–1994 ministryně spravedlnosti SR ve druhé vládě Vladimíra Mečiara a v letech 1994–1998 místopředsedkyně třetí vlády Vladimíra Mečiara.

## Biografie
V roce 1962 absolvovala Právnickou fakultu Univerzity Komenského. Působila pak jako stážistka na MěNV v Bratislavě. V letech 1963–1991 vyučovala na Univerzitě Komenského. Po roce 1989 vstoupila do politiky. Působila jako členka Legislativní komise Ministerstva vnitra SR, členka vědecké rady nadace PHARE, místopředsedkyně sekce Slovenské právnické společnosti, vedoucí Katedry správního a ekologického práva na Právnické fakultě Univerzity Komenského, členka Legislativní rady vlády ČSFR a místopředsedkyně Legislativní rady vlády SR. V roce 1991 vstoupila do HZDS, předtím nebyla členkou žádné politické strany. V období červen 1992 – březen 1994 byla ministryní spravedlnosti SR ve druhé vládě Vladimíra Mečiara a od prosince 1994 do října 1998 Místopředsedkyní pro legislativu v třetí vládě Vladimíra Mečiara.
Dlouhodobě zasedala v slovenském nejvyšším zákonodárném sboru. Ve volbách roku 1992 nastoupila za HZDS do Slovenské národní rady (později Národní rada Slovenské republiky). Opětovně se poslankyní za HZDS stala v parlamentních volbách roku 1994 a parlamentních volbách roku 1998. V parlamentních volbách roku 2002 nebyla zvolena, ale do parlamentu nastoupila jako náhradnice v letech 2003–2004 a znovu 2004–2006. Poslanecký mandát obhájila v parlamentních volbách roku 2006.